# Tineretului (metropolitana di Bucarest)
Tineretului (in italiano gioventù) è una stazione della linea M2 della metropolitana di Bucarest.
La stazione è stata inaugurata il 6 aprile 1986 come parte della sezione della linea precedentemente costruita, da Piața Unirii a Depoul IMGB. La stazione prende il nome dal vicino Parco Tineretului.